# Mike Westerman
Mike Westerman (Enschede, 26 augustus 1988) is een Nederlands voormalig shorttracker.
In december 2006 werd Westerman namens Nederland uitgezonden naar de ISU wereldbekerwedstrijden in Montreal en Saquenay. Tijdens het Nederlands kampioenschap shorttrack 2006 werd hij Nederlands kampioen bij de junioren B.